# 즌다

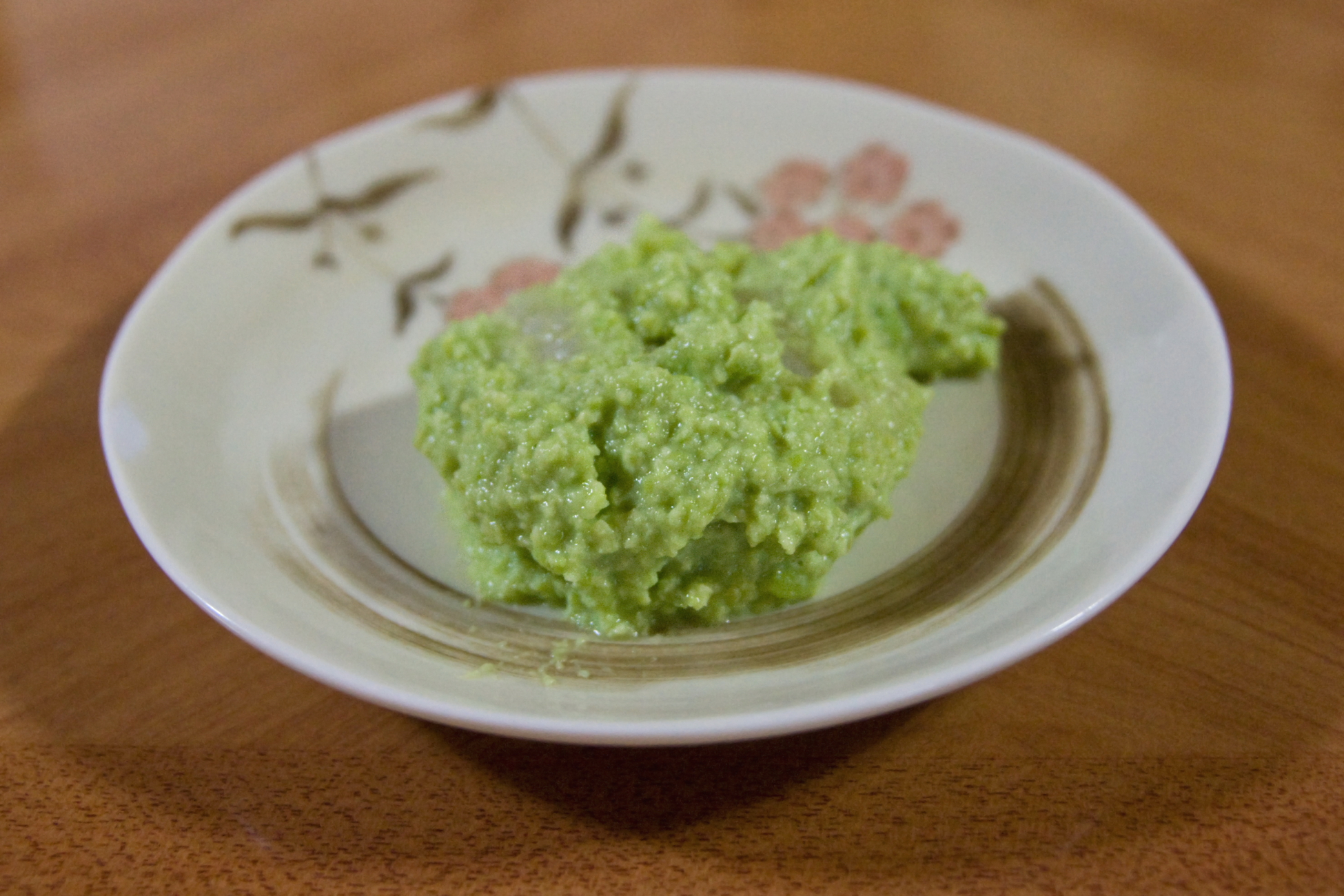
즌다모찌

즌다(일본어: ずんだ)는 풋콩이나 누에콩을 갈아서 만드는 일본의 녹색 페이스트다. 일본 기타토호쿠 남부의 아키타현 및 요코테 분지나 이와테현 남부, 미나미토호쿠의 미야기현, 야마가타현, 후쿠시마현 및 기타칸토 도치기현 북서부에서 향토 요리에 이용된다.
달콤한 즌다모찌, 또는 짠맛의 아메모노로 만드는 것이 전통적이다.